# Samuel Mikovíni

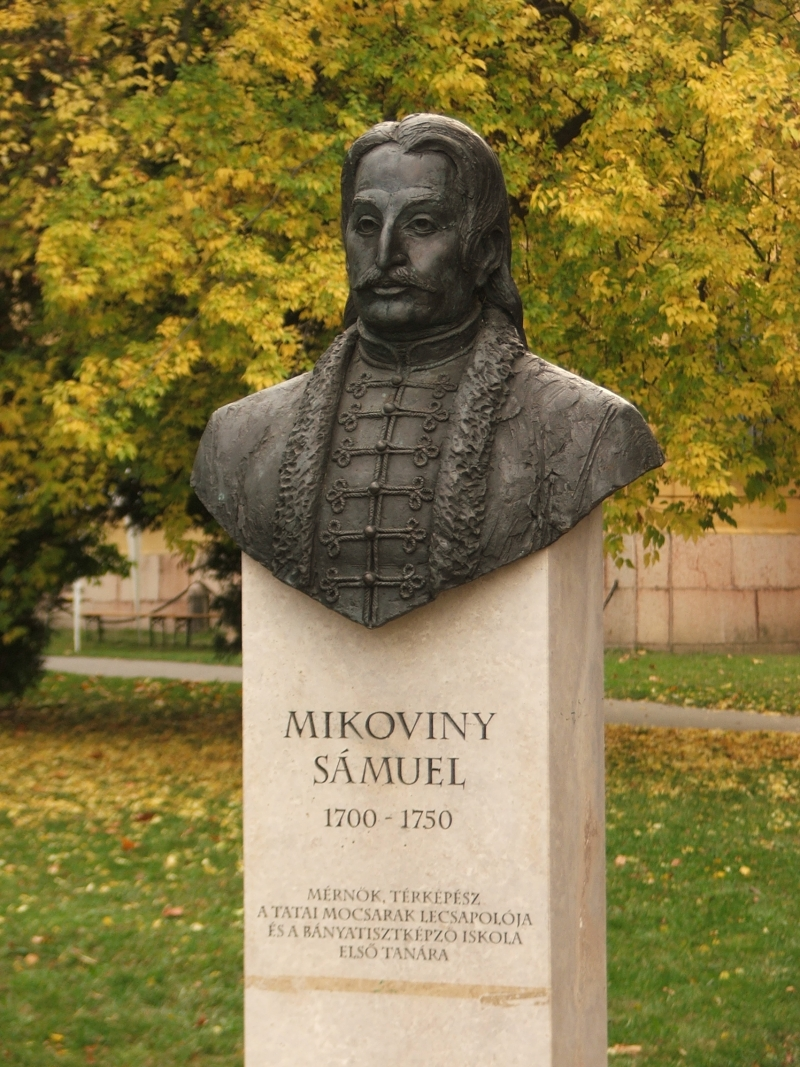
Popiersie Samuela Mikovíniego

Samuel Mikovíni (lub Mikovíny; ur. w 1686 r. w Turíčkach, dzis. Cinobaňa, zm. 23 marca 1750 r. niedaleko Trenczyna) – węgierski uczony: inżynier, matematyk, geodeta, kartograf, astronom, pedagog i rytownik. Jeden z najwybitniejszych przedstawicieli środkowoeuropejskiej nauki i techniki I połowy XVIII w.

## Życie
W 1719 r. uczył się miedziorytnictwa w Norymberdze. W latach 1721–1723 studiował na niemieckich uniwersytetach w Altdorfie (1721-1722) oraz w Jenie (1723), a następnie kartografię na Akademii Wojennej w Wiedniu. Krótko pracował jako nadworny matematyk na dworze książąt saskich. W latach 1725–1735 piastował stanowisko matematyka-inżyniera żupy bratysławskiej, poświęcając się głównie pracom melioracyjnym. W roku 1735 został członkiem Królewskiego Pruskiego Towarzystwo Nauk. 28 września 1735 roku został mianowany inżynierem środkowosłowackich miast górniczych oraz pierwszym kierownikiem i profesorem szkoły górniczej w Bańskiej Szczawnicy. Jego dziełem z tego okresu (1743–1744) pozostał w okolicy Bańskiej Szczawnicy sztuczny zbiornik Rozgrund, którego zapora wysokości 30,2 m była przez najbliższe 110 lat najwyższą zaporą ziemną w Europie. Podczas wojny prusko-austriackiej o Śląsk w roku 1744 cesarzowa Maria Teresa mianowała go inżynierem wojskowym. Otrzymał polecenie wykonania prac fortyfikacyjnych i zabezpieczenia obrony na granicy morawsko-śląskiej.
Na czele szkoły górniczej (poprzedniczki bańskoszczawnickiej Akademii Górniczej) Mikovíni stał do 1748 r., po czym poświęcił się już wyłącznie pracy inżynierskiej. W 1748 r. prowadził regulację cieków wodnych w okolicach Komarna. Przy okazji poświęcił się również pracom archeologicznym: przebadał i opisał pozostałości rzymskiej twierdzy Brigetium i opracował jej plan. W 1749 r. opracował plany budowy pałacu królewskiego w Budzie, dla celów której przystąpił do przekształcenia wzgórza zamkowego i budowy wieży ciśnień. Podczas prac w terenie przy budowie wałów przeciwpowodziowych w Trenczynie zachorował i krótko po tym zmarł w nieznanym miejscu, w drodze do domu w Bańskiej Szczawnicy.

## Działalność
Obszar działalności Mikoviniego był rozległy. Jego środek ciężkości spoczywał w pracach z zakresu geodezji i kartografii oraz w rozmaitych dziełach inżynieryjnych w sferze budownictwa wodnego, górniczego czy wreszcie wojskowego (fortyfikacyjnego). Jako kartograf dokonał znaczącego skoku jakościowego w dziejach kartografii ówczesnych Węgier, zwłaszcza dzięki dokładności stosowanych metod i sposobowi opracowania map. Opierał się na własnych pomiarach i stosował własną metodę kartograficzną, która umiejętnie łączyła cztery dziedziny wiedzy: astronomię, geometrię, fizykę (magnetyzm) i hydrografię.
Na jego dzieło wywarła wpływ współpraca z innym wybitnym przedstawicielem węgierskiego Oświecenia, Maciejem Belem. Do wydanego przez Bela w 1723 r. dzieła Posol starého nového Uhorska wyrytyował plan Jaskini Demianowskiej i kilka ilustracji. W 1731 r. cesarz Karol VI Habsburg powierzył mu wykonanie map do największego dzieła M. Bela pt. Historicko zemepisné vedomosti o novom Uhorsku. Mikovíni wykonał tu pierwsze względnie dokładne mapy wszystkich żup dzisiejszej Słowacji i większości pozostałych żup Węgier. Dołączył do nich szereg rycin, przedstawiających widoki ówczesnych miast i zamków.
Przy tworzeniu map i określaniu długości geograficznej w XVIII w. posługiwano się rozmaitymi południkami „zerowymi”. Mikovíni zdecydował się ustalić dla całych ówczesnych Węgier system własnych południków „zerowych”, osobnych dla każdej mapy. W tym celu w 1733 r. w Bratysławie zorganizował obserwatorium astronomiczne – prawdopodobnie pierwsze w dzisiejszej Słowacji. Np. południk zerowy mapy żupy bratysławskiej przechodził przez północno-wschodnią wieżę zamku w Bratysławie.
Nauczanie w szkole górniczej podniósł na wysoki poziom, opierając je na naukach matematycznych. Sam przy tym nauczał, oprócz przedmiotów technicznych, również matematyki (zwłaszcza geometrii). W związku z naukowym sporem, w jaki wdał się jego były nauczyciel, nadworny matematyk J. J. Marinoni, Mikovíni poświęcił sporo sił tzw. kwadraturze koła i z pomocą postępu Lagny’ego wyliczył liczbę П z dokładnością do 25 miejsc dziesiętnych.

## Upamiętnienie
W 2000 r., w którym przypadała 250. rocznica śmierci Mikovíniego, Narodowy Bank Słowacki wprowadził do obiegu okolicznościową monetę o wartości 500 koron słowackich.